# ۱۹ رمضان
۱۹ رمضان، نوزدهمین روز ماه رمضان در تقویم هجری قمری است.
در تقویم هجری قمری قراردادی این روز دویست و پنجاه و پنجمین روز سال است.

## وقایع

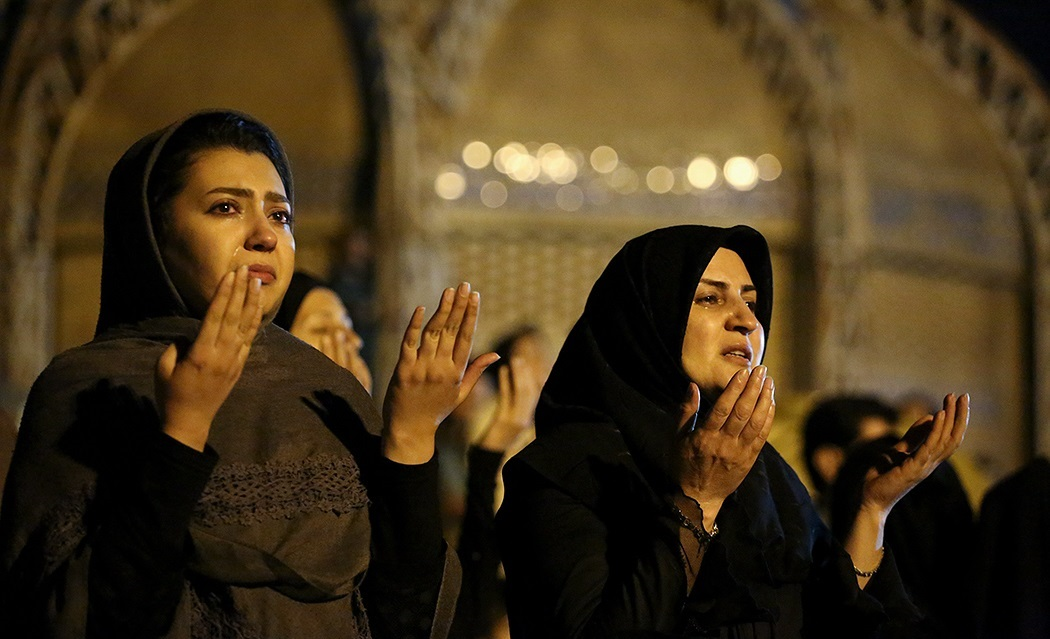
۱۹ رمضان ۱۴۳۸ قمری، ایران، همدان: مراسم اولین شب قدر.

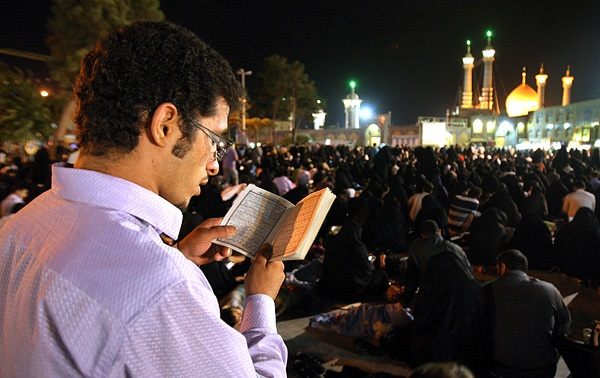
۱۹ رمضان ۱۴۳۱ قمری، ایران، قم، حرم فاطمه معصومه: مردم در مکان‌های مذهبی گرد هم آمده و تا صبحدم عبادت می‌کنند.

- ۴۰ ‐ زخمی‌شدن علی بن ابی‌طالب (امام اول شیعیان) با شمشیر عبدالرحمن بن ملجم در نماز صبح، کوفه[۱][۲][۳][۴][۵][۶][۷][۸]
- ۵۷۰ ‐ نبرد شاخ‌های حمات، پیروزی ایوبیان بر زنگیان که باعث شد کنترل اتابکان دمشق، بعلبک و حمص به دست صلاح‌الدین ایوبی بیفتد[۹]
- نزول کل قرآن به صورت یکجا بر قلب پیامبر اسلام محمد (بنا بر روایات)[۱۰][۱۱][۱۲]

## درگذشتگان
- ۵۵۶ - طلائع بن رزیک،  وزیر (دولت) فاطمی و شاعر عرب‌زبان مصری[۱۳][۱۴]
- ۶۶۵ - ابوشامه مقدسی، قاری سنی، فقیه، تاریخ‌نگار و نویسنده شامی[۱۵][۱۶][۱۷]
- ۸۳۲ - غیاث‌الدین جمشید کاشانی، اخترشناس و ریاضی‌دان فارسی‌زبان[۱۸][۱۹]
- ۱۴۳۱ - محمدحسن احمدی فقیه یزدی، مرجع تقلید شیعه دوازده‌امامی ایرانی‌ و استاد حوزه علمیه قم[۲۰][۲۱][۲۲]

## مناسبت‌ها
- اولین شب از شبهای قدر بنا بر باور شیعیان، برگزاری مراسم موسوم به «شب احیا» و شب زنده‌داری و عبادت در سراسر ایران[۲۳][۲۴][۲۵][۲۶]